# Juliet Anderson
Juliet Anderson, född som Judith Carr och även känd som Aunt Peg, född den 23 juli 1938, död den 11 januari 2010, var en amerikansk porrskådespelare, producent av porrfilmer, relationsrådgivare, lärare och författare. 

## Uppväxt och tidig karriär
Judith Carr föddes och växte upp i Burbank, Kalifornien, som dotter till en jazztrumpetare och en skådespelare. Efter att hon 1959 tagit examen från Burbank High School med högsta betyg studerade hon konst en tid vid Long Beach State College. Därefter flyttade hon till Hayama, Japan med sin dåvarande man, som arbetade vid den amerikanska flottan. Äktenskapet höll dock inte och Judith arbetade under de kommande 18 åren på en mängd olika ställen, bland annat som engelsklärare till utländska studenter i Japan, Mexiko, Grekland och Finland.

## Utmärkelser
- AVN Awards Hall of Fame[5]
- XRCO Hall of Fame (inducted 1999)[6]